# احتجاجات الحرب الفلسطينية الإسرائيلية في إسرائيل
بعد اندلاع الحرب الإسرائيلية على قطاع غزة في أعقاب أحداث السابع من أكتوبر 2023، حدثت احتجاجات في جميع أنحاء إسرائيل، تضمنت مسيرات ومظاهرات وحملات ووقفات احتجاجية. هذه الاحتجاجات جزءٌ من الاحتجاجات الأوسع المتعلقة بالحرب في جميع أنحاء العالم. وقد دعا الإسرائيليون في الداخل والخارج في المقام الأول إلى إعادة الرهائن الذين تحتجزهم حماس.
تُنظم حركة "أعيدوهم إلى الوطن الآن" مظاهراتٍ احتجاجيةً أسبوعيةً في مدينة تل أبيب بالقرب من مقر قوات الدفاع الإسرائيلية، وهي تُعتبر أكبر حركةٍ احتجاجيةٍ مرتبطةٍ بالحرب في إسرائيل. استهدفت الجماعات اليمينية المتطرفة النشطاء اليهود الإسرائيليين المعارضين للحرب، بينما واجه العرب الإسرائيليون حملةً قمعيةً على حرية التعبير حيث تم اعتقال بعض الأفراد بسبب منشوراتهم وإعجاباتهم على وسائل التواصل الاجتماعي. وبحلول الثاني والعشرين من ديسمبر من العام ألفين وثلاثة وعشرين، أيد سبعة وستون بالمائة من الإسرائيليين وقف إطلاق النار مقابل عودة الرهائن الذين تحتجزهم حركة حماس.